# Front de Salvació Nacional (Rússia)
El Front de Salvació Nacional (en rus: Фронт национального спасения; ФНС, Front natsional'nogo spaseniya, FNS) va ser una àmplia coalició patriòtica contra el govern del president Borís Ieltsin, amb forta presència comunista i nacionalista. Establert el 1992, el FNS va ser el primer grup que va ser prohibit a la Rússia post soviètica abans de tenir un paper protagonista en la crisi constitucional russa de 1993.

## Història
En el context de l'empitjorament de la crisi socioeconòmica produïda per les reformes liberals i privatitzadores del govern Ieltsin-Gaidar, a més de les profundes transformacions després de la caiguda de la Unió Soviètica, les forces d'oposició van sentir la necessitat de respondre conjuntament per plantejar una alternativa. Així, l'1 d'octubre de 1992, els diaris "Sovetskaya Rossiya" i " Den" van publicar una crida "Als ciutadans de Rússia" per unir-se en un front únic "per salvar el país". Al mateix temps, es va afirmar que 38 figures signants de l'oposició política al president i govern de Rússia, van acordar crear una organització pública - el Front de Salvació Nacional - formant el seu comitè organitzador.
Finalment el FNS es va establir en el seu congrés fundacional el 24 d'octubre de 1992, en el qual van participar 1.428 delegats i 675 convidats de 103 ciutats de tota Rússia i d'altres Repúbliques ex-soviètiques. Durant la mateixa van assegurar que posaven fi a la guerra civil entre "vermells" i "blancs" (fent referència a la Guerra Civil Russa entre bolxevics i l'Exèrcit Blanc) unint-se en un front comú contra el govern per la "unitat i de l'estat i la justícia social", decorant la sala amb els respectius símbols creuats, la bandera soviètica i la nacionalista imperial (negra-daurada-blanca), que esdevingué un “símbol de l'amistat russoviètica”.
En el Congrés s'aprovaria el Manifest i Carta fundacional, i una direcció col·lectiva de nou persones amb presència comunista (com Guennadi Ziugànov, que presidirà el PCFR i membres del RKRP), nacionalista (dirigents de la Unió Panpopular Russa), democristiana, ortodoxa i opositors demòcrates liberals, a més d'un Consell Polític encara més ampli amb 55 persones de diferents ideologies i procedències. Pocs dies després el govern dissoldria per decret l'entitat, tot i que els participants continuarien la seva tasca i portarien el cas al Tribunal Constitucional, que va anul·lar la prohibició el 12 de febrer de 1993.
Uns mesos després, entre el 24-25 de juliol de 1993, se celebraria el Segon Congrés del FNS, en el qual l'equilibri de forces ja havia canviat de manera significativa fruit de la dimissió de cinc dels nou dirigents inicials i la retirada d'alguns grups fundadors (com el ROS i el Partit Nacional Republicà). Així, en el FNS dominarien les faccions comunistes i d'esquerres, escollint direccions menys transversals i acabant de facto amb el front unitari.
El cop definitiu per al FNS vindrà fruit del paper dirigent a nivell popular que va tenir durant la crisi constitucional russa de 1993, i més específicament amb la defensa de l'edifici parlamentari a Moscou que va acabar amb 124 morts, el que va portar de nou i de manera definitiva al cessament per decret de la seva activitat, així com la prohibició de participar en les següents eleccions legislatives per a alguns dels partits membres. Aquesta situació, juntament amb la refundació del Partit Comunista en el PCFR, portaria a l'abandonament del projecte.